# Estación de Reforma
Reforma será una estación de trenes que se encuentra en Reforma de Pineda, Oaxaca.

## Historia
La estación se edificó sobre la línea de Picacho a Suchiate del antiguo Ferrocarril Panamericano, por medio de la concesión número 237, por contrato el 28 de agosto de 1901, cuya fecha de promulgación recae el 11 de septiembre del mismo año. A partir de 1908, el ferrocarril anterior comunicó al estado de Chiapas con la frontera de Guatemala.